# Diapheromera arizonensis
Diapheromera arizonensis is een insect uit de orde Phasmatodea en de  familie Diapheromeridae. De wetenschappelijke naam van deze soort is voor het eerst geldig gepubliceerd in 1903 door Caudell.